# Ali Farzat
Ali Farzat (tiếng Ả Rập: علي فرزات; sinh ngày 2 tháng 6 năm 1951 tại Hama, Syria), là một họa sĩ vẽ tranh biếm họa chính trị người Syria. Ông đã đăng biếm hơn 15.000 tác phẩm biếm họa ở nhiều tờ báo Syria, Ả Rập và quốc tế. Ông là người đứng đầu của Hiệp hội truyện tranh Ả Rập
Ali Farzat sinh ra ở thành phố Hama ở miền trung Syria vào ngày 22 Tháng 6 năm 1951. Bức vẽ chuyên nghiệp đầu tiên của Ali được thực hiện khi Ali lên 14 tuổi và được đăng trên trang đầu của tờ báo al-Ayyam, không lâu trước khi báo này bị Đảng cầm quyền Baath đóng cửa. Năm 1969, anh bắt đầu vẽ tranh biếm hoạ cho tờ nhật báo quốc doanh, al-Thawra. Ông đã theo học tại khoa Mỹ thuật trường Đại học Damascus vào năm 1970, và bỏ học trước khi tốt nghiệp vào năm 1973. Vào giữa những năm 1970, ông chuyển đến làm việc một tờ nhật báo quốc doanh khác, Tishreen. Tại đây, biếm họa của ông xuất hiện hàng ngày. Ông bắt đầu được quốc tế công nhận vào năm 1980 khi giành giải nhất tại Liên hoan quốc tế Intergraphic tại Berlin, Đức, và bản vẽ của ông bắt đầu xuất hiện trên báo Le Monde của Pháp. Triển lãm của ông vào năm 1989 tại Institut du Monde Arabe tại Paris, Pháp đã khiến ông bị Saddam Hussein dọa giết. Ông còn bị Iraq, Jordan và Libya cấm. Năm 2011, Ali đã được đồng trao giải Sakharov cùng với người khác vì những đóng góp lịch sử "trong thế giới Ả Rập".